# Pàvel Pabst
Pàvel Àvgustovitx Pabst rus: Па́вел А́вгустович Пабст conegut habitualment com a Pàvel Pabst, nascut Christian Georg Paul Pabst (Königsberg, avui Kaliningrad, 15 de maig de 1854 – Moscou, 9 de juny de 1897) fou un pianista i compositor  germanobàltic. Era fill d'August i germà de Louis, ambdós també músics coneguts.
Fou deixeble del cèlebre Liszt, i el 1878 aconseguí el nomenament de professor del Conservatori de Moscou, on entre altres alumnes, tingué n'Aleksandr Goedike (1857-1957).
Com a compositor se li deuen: un concert per a piano, un trio i notables paràfrasis de diverses òperes russes, tals com El dimoni, Mazeppa, etc.